# 트라이에이스
주식회사 트라이에이스(株式会社トライエース, tri-Ace, Inc.)는 일본에 위치한 비디오 게임 개발사이다. 롤플레잉 비디오 게임을 제작하는 것이 주력으로 대표작으로 《스타 오션》과 《발키리 프로파일》이 있다.
본래 텔레넷 재팬의 울프팀에서 《테일즈 오브 판타지아》를 제작했던 직원들이 독립해서 창립한 회사로, 사명은 창립인원 (고탄다 요시하루, 노리모토 마사키, 아사누마 조)가 에이스 세 명으로 구성됐다는 의미로 붙여진 이름이다. 첫 작품 《스타 오션》은 남코가 배급했으며 이후 대부분의 게임들은 스퀘어 에닉스가 배급을 담당했다. 2015년에 일본의 모바일 게임 기업 네트로 재팬이 기업을 매입해 모기업이 됐다.
2005년 9월을 기준으로 트라이에이스 게임들의 총판매량은 380만 장 이상을 기록했다.

## 개발한 게임
- 발키리 프로파일 (비디오 게임)
- 파이널 판타지 XIII-2
- 골판지전기
- 라이트닝 리턴즈 파이널 판타지 XIII